# Theodate Pope Riddle

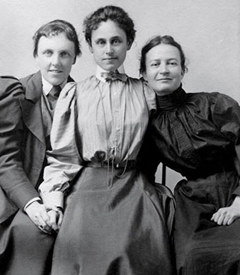
Theodate Pope, links, mit zwei Mitschülerinnen an der Miss Porter’s School, 1888.

Theodate Pope Riddle, geborene Effie Brooks Pope (* 2. Februar 1867 in Salem, Columbiana County, Ohio; † 30. August 1946 in Farmington, Hartford County, Connecticut) war eine amerikanische Architektin und Spiritistin.

## Laufbahn
Theodate Pope Riddle war das einzige Kind des Unternehmers, Investors und Kunstsammlers Alfred Atmore Pope (1842–1913) und dessen Frau Ada Lunette Brooks (1844–1920). Sie wurde in eine wohlhabende Familie hineingeboren, die auf der noblen Euclid Avenue in Cleveland, Ohio lebte, die man im Volksmund Millionaires' Row („Millionärsstraße“) nannte. Im Alter von 19 Jahren nannte sie sich in „Theodate“ um, nach ihrer Großmutter väterlicherseits Theodate Stackpole Pope (1805–1887). Beide Großväter wie auch der Vater hatten sich von jeher für Architektur und Bauwesen interessiert, so dass auch Theodate Gefallen daran fand. Riddle war eine Cousine ersten Grades des Architekten Philip Johnson.
Riddle besuchte die Miss Porter’s School in Farmington, Connecticut und machte ihren Abschluss 1886 an der Middlesburger’s School in Cleveland. Danach bezog sie ein Haus, Hill-Stead, in Farmington, das sie selbst entworfen hatte. Es diente ihr als künstlerischer Mittelpunkt und als Anlaufstelle anderer Architekten. Unter ihren frühen architektonischen Leistungen war die Rekonstruktion des Geburtshauses des ehemaligen amerikanischen Präsidenten Theodore Roosevelt in New York City. Pope wurde Mitglied verschiedener Organisationen und Verbände, z. B. der Architectural League of New York, dem Archaeological Institute of America und der Medieval Academy of America. Außerdem trat sie 1900 der Unitarian Church und 1901 den Colonial Dames of America bei.

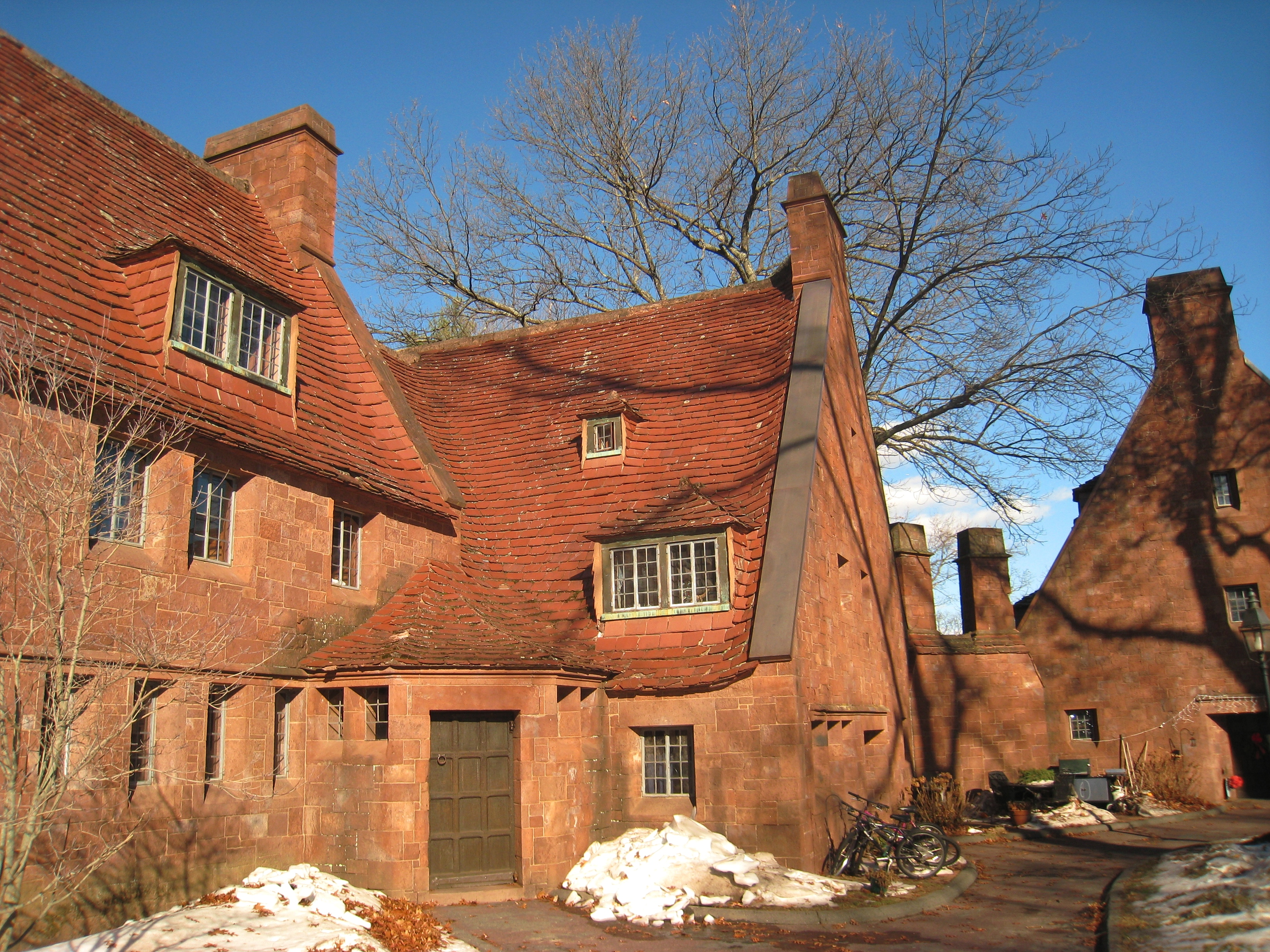
Außenansicht der Avon Old Farms School.

Riddle war eine gebildete, fortschrittliche und selbstständige Frau. Mit ihren Eltern unternahm sie viele Reisen nach Europa, Alaska, Bermuda, Mexiko und andere Orte. In jungen Jahren begann sie außerdem, sich für übernatürliche Phänomene wie Hellsehen oder Geisterscheinungen zu interessieren. Sie lernte um 1914 Edwin William Friend kennen, einen jungen Professor an der Columbia-Universität in New York, der von James Hyslop zum Sekretär der American Society for Psychical Research ernannt worden und zudem Redakteur der institutseigenen Zeitschrift war. Riddle wurde daraufhin ebenfalls Mitglied. Es entwickelte sich eine enge Zusammenarbeit, die darin gipfelte, dass Friend und seine Frau Marjorie auf Popes Anwesen Hill-Stead zogen.
Im Dezember 1916 wurde sie die sechste lizenzierte weibliche Architektin des Bundesstaates New York. In den folgenden Jahren entwarf sie die Avon Old Farms School in Avon und die Westover School. 1923 fand im Architectural Club of New Haven eine Ausstellung mit Fotos der Avon Old Farms statt. 1927 erhielt sie für ihre Arbeit an Avon Old Farms die Robinson Memorial Medal des Architectural Club of New Haven.
Am 6. Mai 1916 heiratete sie im Alter von 49 Jahren John W. Riddle (1864–1941), einen republikanischen Politiker aus Minnesota, der u. a. US-Botschafter in Russland (1907–1909) und Argentinien (1921–1925) war. Riddle war ihr von Anna Roosevelt Cowles, einer Schwester des US-Präsidenten Theodore Roosevelt, vorgestellt worden. Das Ehepaar reiste viel und adoptierte zwei Kinder, Donald Carson (1917) und Paul Martin (1918). Leibliche Kinder hatte Theodate Pope Riddle nicht. Im Dezember 1941 starb ihr Ehemann; Riddle selbst starb 1946 im Alter von 79 Jahren in ihrem Haus in Farmington.
Posthum wurde sie 1981 in das American Institute of Architects gewählt. Im Jahr 2003 veröffentlichte Sandra L. Katz, eine Professorin an der Universität von Hartford, das Buch „Dearest of Geniuses: A Life of Theodate Pope Riddle“.

## Unglück der RMSLusitania
Im Frühjahr 1915 wurden Riddle und Edwin Friend von Oliver Lodge, damals Großbritanniens führendem Spiritualisten, zur Hochzeit seiner Tochter nach England eingeladen. Außerdem wollten sie in Übersee Werbung für ihre eigene, neu gegründete Gesellschaft zur Erforschung parapsychologischer Phänomene machen.
Am 1. Mai 1915 gingen beide zusammen mit Popes Dienstmädchen Emily Robinson in New York an Bord der Lusitania, dem damals schnellsten Luxusliner seiner Zeit. Wegen des Krieges zwischen England und Deutschland wurden Atlantikreisende davor gewarnt, mit britischen Schiffen zu reisen, da diese von deutschen U-Booten zerstört werden könnten. Riddle buchte trotz der ihr bekannten Gefahr eine Passage Erster Klasse. Zu ihren persönlichen Bekannten an Bord zählte der New Yorker Weinhändler George Kessler und unter ihren Tischpartnern im Speisesaal der Ersten Klasse war die Diplomatin Marie Depage. Sie belegte ursprünglich die Kabine D-54. Nach der ersten Nacht wechselte sie aber wegen einer lauten, kinderreichen Familie in der Nachbarkabine (Paul Crompton mit Frau und sechs Kindern) in die Kabine A-10 auf dem A-Deck.
Während ihres Spazierganges auf dem Promenadendeck gegen Mittag am 7. Mai hörten Pope und Friend plötzlich eine „dumpfe Explosion“, als das deutsche U-Boot U 20 einen Torpedo in die Steuerbordseite des Ozeanriesen abfeuerte. Die plötzliche Neigung des Dampfers schleuderte beide gegen die Wand eines Korridors. Pope und Friend begaben sich auf das mit panischen Passagieren überfüllte Bootsdeck, wo sie zusahen, wie die voll besetzten Rettungsboote kenterten. Sie entschieden sich, nicht in eines der Boote zu steigen, sondern gemeinsam vom Schiff zu springen. Unter Wasser wurden sie vom Sog des sinkenden Dampfers ergriffen. Riddle tauchte kurz darauf wieder auf, wurde fast von einem Mann ertränkt, der sich an ihr festhalten wollte und klammerte sich an vorbei treibende Trümmer. Nach mehreren Stunden im Wasser verlor sie das Bewusstsein. Ein Fischkutter fand sie am Abend regungslos an ein Ruder geklammert, weswegen man sie für tot hielt, mit einem Bootshaken aus dem Wasser hob und auf einen Leichenstapel legte.
Einer aufmerksamen Passagierin war es zu verdanken, dass Riddle dann doch wiederbelebt und in Queenstown (heute Cobh) in ein Hotel gebracht wurde. Edwin Friend und ihr Dienstmädchen kamen beide bei dem Untergang der Lusitania ums Leben. In den nächsten Tagen begannen Riddle aufgrund des Schocks die Haare auszufallen. Durch die Strapazen war sie so erschöpft, dass es eine Woche dauerte, bis sie ihr Bett verlassen konnte. Sie beschrieb das Erlebte folgendermaßen: „Ich sah hunderte von panischen, schreienden Menschen in diesem grauen, nassen Inferno.“ Für den erlittenen Sachschaden (Verlust von Gepäck und Schmuck) sowie „persönliche Unannehmlichkeiten“ wurden Pope von der Cunard Line 30.000 $ zugesprochen.

## Bibliografie
- Sarah Allaback: Theodate Pope Riddle. In: Jan Cigliano Hartman (Hrsg.): The women who changed architecture. Beverly Willis Architecture Foundation / Princeton Architectural Press, New York 2022, ISBN 978-1-61689-871-7, S. 24f.
- Phyllis Fenn Cunningham: My Godmother Theodate Pope Riddle. A Reminiscence of Creativity. Phoenix, Canaan NH 1983, ISBN 0-914016-97-0.
- Brooks Emeny: Theodate Pope Riddle and the Founding of Avon Old Farms. Avon Old Farms, Avon CT 1973.
- Henry Edward Flanagan: Aspirando et Perseverando. The Evolution of the Avon Old Farms School as Influenced by Its Founder. University Microfilms, Ann Arbor MI 1978 (University of Michigan, Dissertation).
- Mark Alan Hewitt: The Architect and the American Country House. 1890–1940. Yale University Press, New Haven CT 1990, ISBN 0-300-04740-1, (Hill-Stead, S. 156–163, Abb. 171, 178–182).
- Judith Paine: Theodate Pope Riddle. Her Life and Work. National Park Service, Washington DC 1979 (Ausstellungskatalog: New York, May 24 – September 1, 1979).
- Adolf K. Placzek (Hrsg.): Macmillan Encyclopedia of Architects. Band 3: Lhote – Schlueter. Free Press, New York NY 1982, ISBN 0-02-925030-7, S. 578f.
- Gordon Clark Ramsey (Hrsg.): Aspiration and Perseverance. The History of Avon Old Farms School. The School, Avon CT 1984.
- Robert A. M. Stern: Pride of Place. Building the American Dream. American Heritage, New York NY u. a. 1986, ISBN 0-395-36696-8 (mention of Westover and Avon Old Farms).
- Susana Torre (Hrsg.): Women in American Architecture. A Historic and Contemporary Perspective. Whitney Library of Design, New York NY 1977, ISBN 0-8230-7485-4.

| Personendaten    | Personendaten                             |
| ---------------- | ----------------------------------------- |
| NAME             | Riddle, Theodate Pope                     |
| ALTERNATIVNAMEN  | Pope, Effie Brooks (Geburtsname)          |
| KURZBESCHREIBUNG | amerikanische Architektin und Spiritistin |
| GEBURTSDATUM     | 2. Februar 1867                           |
| GEBURTSORT       | Salem, Columbiana County, Ohio            |
| STERBEDATUM      | 30. August 1946                           |
| STERBEORT        | Farmington, Hartford County, Connecticut  |